# Panorpa fructa
Panorpa fructa är en näbbsländeart som beskrevs av Cheng 1950. Panorpa fructa ingår i släktet Panorpa och familjen skorpionsländor. Inga underarter finns listade i Catalogue of Life.